# The Radio Singer
|  | Denne artikel er oprettet af botten Steenthbot ud fra en ekstern database. Den kan derfor have sproglige fejl eller mangler. Denne skabelon kan fjernes efter kontrol af indholdet. |

The Radio Singer er en dansk kortfilm fra 2016 instrueret af Nikolaj Tarp.

## Medvirkende
- Kimmie Falstrøm, Jennifer
- Elias Munk, Mark
- Karim Theilgaard, Ben